# 全缘火麻树
全缘火麻树（学名：Dendrocnide sinuata）是荨麻科火麻树属的植物。分布在泰国、锡金、印度、斯里兰卡、印度尼西亚、马来半岛、越南、缅甸以及中国大陆的广西、西藏、海南、云南、广东等地，生长于海拔300米至800米的地区，一般生于疏林可，目前尚未由人工引种栽培。

## 别名
圆齿艾麻（海南植物志） 老虎脷（广西） 全缘叶树火麻（云南种子植物名录） 毒树（西藏黑脱）

## 异名
- Laportea crenulata Gaudich.
- Laportea sinuata (Bl.) Miq.